# August Blankenstein

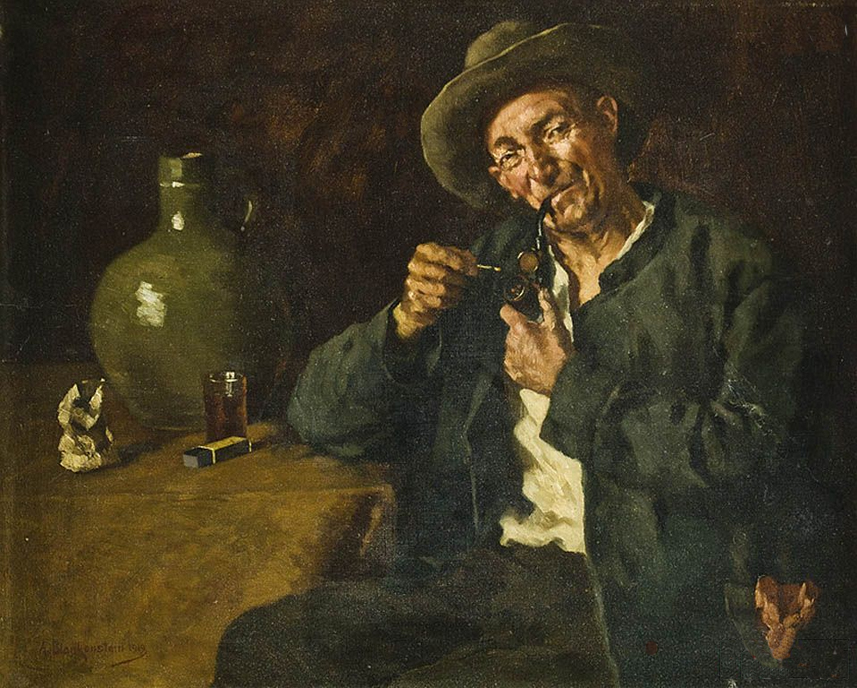
Pfeifenraucher (1919)

August Blankenstein (* 20. September 1876 in Riemke bei Bochum; † 4. Oktober 1931 in Düsseldorf) war ein deutscher Genremaler der Düsseldorfer Schule.

## Leben
August Blankenstein besuchte in den Jahren 1891 und 1892 die Kunstakademie Düsseldorf. Dort war Heinrich Lauenstein sein Lehrer. Außerdem nahm er Privatunterricht bei dem Düsseldorfer Porträt- und Genremaler Franz Thöne und bei Eduard Gebhardt. 1909 bis 1931 war er Mitglied des Künstlervereins Malkasten. Als Mitglied des Vereins der Düsseldorfer Künstler hatte er ein Atelier im Künstlerhaus an der Sittarder Straße.
Neben Genrebildern malte er auch Bilder religiösen Inhalts.

## Werke (Auswahl)
- 1912/13 mit Joseph Bartscher: Kreuzwegbilder für die Liebfrauenkirche in Holzwickede[3]
- Anbetung der Hirten, Foyer des Dreifaltigkeits-Hospitals in Lippstadt